# Virus de Bunyamwera
Orthobunyavirus bunyamweraense
Espèce
formes de rang inférieur
- Batai virus
- Birao virus
- Bozo virus
- Bunyamwera virus - 1943 prototype
- Bunyamwera virus Laguna Larga
- Cache Valley virus
- Fort Sherman virus
- Germiston virus
- Iaco virus
- Ilesha virus
- Lokern virus
- Maguari virus
- Mboke virus
- Ngari virus
- Northway virus
- Playas virus
- Potosi virus
- Santa Rosa virus
- Shokwe virus
- Tensaw virus
- Tlacotalpan virus
- Tucunduba virus
- Xingu virus

Orthobunyavirus bunyamweraense (anciennement Bunyamwera orthobunyavirus, BUNV), ou virus de Bunyamwera, est une espèce de virus à ARN enveloppé simple brin de sens négatif de la famille des Peribunyaviridae et de l'ordre des Bunyavirales.
Il peut infecter les humains à qui il est transmis par Aedes aegypti (le moustique vecteur de la fièvre jaune).
Il est nommé d'après Bunyamwera, une ville de l'ouest de l'Ouganda, où il a été isolé en 1943. Des virus recombinés dérivés du virus de Bunyamwera, comme le virus Ngari, ont été associés à de grandes épidémies de fièvre hémorragique virale au Kenya et en Somalie,,.

## Biologie moléculaire

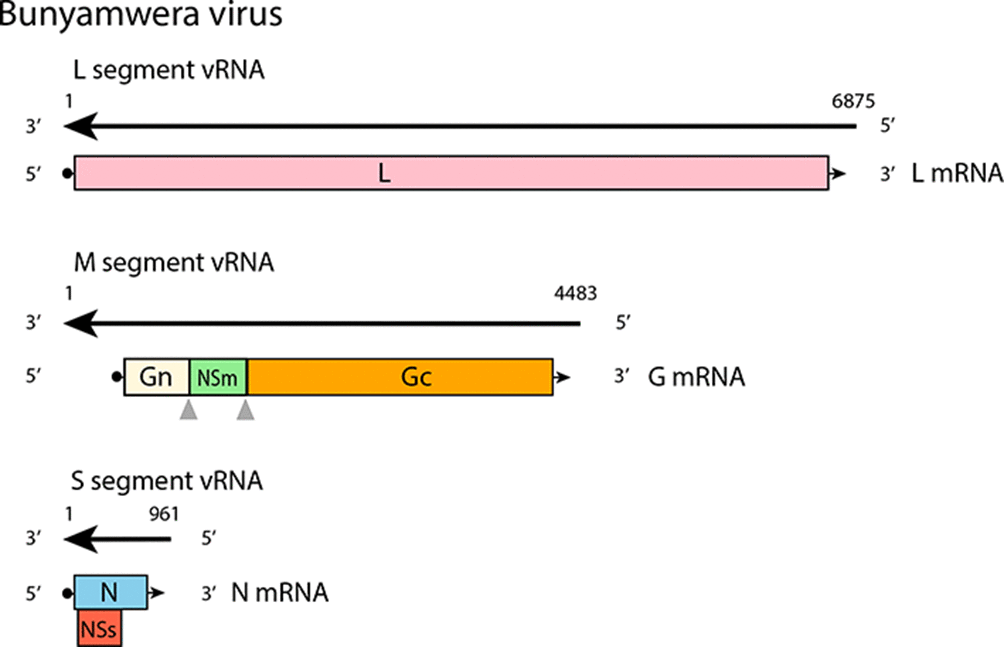
Génome du virus de Bunyamwera

La structure génétique de Bunyamwera orthobunyavirus est typique des Bunyavirales, qui sont un ordre de virus enveloppés à ARN monocaténaire de sens négatif avec un génome divisé en trois segments : petit (S), moyen (M) et grand (L). Le segment d'ARN L code une ARN polymérase ARN-dépendante (dite protéine L), le segment d'ARN M code deux glycoprotéines de surface (Gc et Gn) et une protéine non structurale (NSm), tandis que le segment d'ARN S code une protéine de nucléocapside (N) et, dans un cadre de lecture chevauchant alternatif, une seconde protéine non structurale (NSs). Les segments d'ARN génomique sont encapsidés par des copies de la protéine N sous forme de complexes ribonucléoprotéiques (RNP). La protéine N est la protéine la plus abondante dans les particules virales et les cellules infectées et, par conséquent, la cible principale de nombreux diagnostics sérologiques et moléculaires,.

## Maladie chez l'humain
Mise en garde médicale
Chez l'humain, le virus de Bunyamwera — et notamment sa forme dite virus de Ngari — provoque la fièvre de Bunyamwera.

## Virus de Ngari
La forme appelée virus de Ngari (NRIV)recombinant (Bunyamwera x Batai), rattaché à l'espèce Bunyamwera orthobunyavirus, a causé de grandes épidémies de fièvre hémorragique virale en Afrique de l'Est. Il a été isolé pour la première fois au Sénégal en 1979 à partir de moustiques Aedes simpsoni.

### Transmission
La principale forme de transmission du virus à l'humain se fait par les moustiques. Bien que les moustiques soient la principale source, le virus a également été détecté dans des tiques Ixodidae trouvées sur du bétail en Guinée, mais rien n'indique qu'elles soient capables de propager le virus. En outre, le virus a déjà été trouvé chez des chèvres et des moutons en Mauritanie.

### Géographie
Le virus a été signalé principalement dans des pays africains, dont la Mauritanie, le Sénégal, le Soudan, la République centrafricaine, la RDC, le Kenya, la Somalie, l'Afrique du Sud et Madagascar.

### Symptômes
Les humains infectés par le virus développent généralement une fièvre hémorragique sévère à mortelle.